# Segunda Operación de las Naciones Unidas en Somalia
La Operación de las Naciones Unidas en Somalia II, también conocida como UNOSOM II (del inglés United Nations Operation in Somalia II), fue una misión de paz desarrollada entre marzo de 1993 y marzo de 1995. Fue liderada por Estados Unidos en cooperación con otras naciones pertenecientes a la Organización de las Naciones Unidas, entre ellas Pakistán.

## Objetivo
La UNOSOM II fue establecida en marzo de 1993 para tomar las medidas apropiadas, incluidas medidas de ejecución, para establecer en toda Somalia un entorno seguro para la asistencia humanitaria. fue creada de conformidad con el Consejo de Seguridad de la resolución 814(1993), el 26 de marzo de 1993 para hacerse cargo de la Fuerza de Tareas Unificadas (UNITAF). UNITAF fue una fuerza multinacional, organizada y dirigida por los Estados Unidos, que, en diciembre de 1992, había sido autorizado por el Consejo de Seguridad a utilizar "todos los medios necesarios" para establecer un entorno seguro para las operaciones de socorro humanitario en Somalia. Por ello, la UNOSOM II fue establecida para completar, mediante el desarme y la reconciliación, la tarea emprendida por las Fuerzas de Tareas Unificadas para la restauración de la paz, la estabilidad, la ley y el orden. Esta misión de paz fue retirada a principios de marzo de 1995.

### Principales responsabilidades de la operación
- Supervisar que todas las facciones siguieran respetando el cese de las hostilidades y otros acuerdos a las que había dado su consentimiento;

- Impedir cualquier reanudación de la violencia y, en caso necesario, tomar las medidas adecuadas;

- Mantener el control de las armas pesadas de las facciones organizadas que se habían sometido a fiscalización internacional;

- Apoderarse de las armas pequeñas y de todos los elementos armados no autorizados;

- Asegurar todos los puertos, aeropuertos y líneas de comunicación necesarias para la prestación de asistencia humanitaria;

- La protección del personal, instalaciones y equipos de las Naciones Unidas y sus organismos, el CICR, así como organizaciones no gubernamentales;

- Continuación de la remoción de minas, y;

- Ayudar en la repatriación de los refugiados y personas desplazadas en Somalia.

### Antecedentes: UNOSOM I
Tras la caída del presidente Siad Barre en 1991, estalló la guerra civil en Somalia, entre la facción que apoyaba al presidente interino de Ali Mahdi Mohamed y el que apoyaba al general Mohamed Farrah Aidid. Las Naciones Unidas, en cooperación con la Organización de la Unidad Africana (OUA) y otras organizaciones, trataron de resolver el conflicto. El Secretario General de las Naciones Unidas en 1991, envió un representante a todos los líderes de las facciones quienes expresaron su apoyo al papel de las Naciones Unidas para la paz. Las Naciones Unidas también se comprometieron en la prestación de ayuda humanitaria, en cooperación con las organizaciones de socorro. La guerra había dado lugar a casi 1 millón de refugiados y casi 5 millones de personas amenazadas por el hambre y la enfermedad. 
El Secretario General organizó conversaciones entre las partes, que acordaron un alto el fuego, que sería supervisado por observadores de las Naciones Unidas, y sobre la protección de los convoyes humanitarios de las Naciones Unidas para el personal de seguridad. En abril, el Consejo estableció la Operación de las Naciones Unidas en Somalia o (UNOSOM I). 
El esfuerzo de socorro se vio entorpecida por los constantes enfrentamientos y la inseguridad. El Consejo de Seguridad de las Naciones Unidas en agosto decidió desplegar unos 3.000 efectivos adicionales para proteger la ayuda humanitaria. Pero la situación siguió empeorando con los trabajadores de ayuda humanitaria que estaban bajo ataque. La hambruna amenazaba a 1,5 millones de personas. 
Los Estados Unidos en noviembre de 1992 se ofrecieron a organizar y dirigir una operación para garantizar la prestación de asistencia humanitaria. El Consejo de Seguridad aceptó la oferta y autorizó el uso de "todos los medios necesarios" para establecer un entorno seguro para las actividades de socorro. El Grupo de Acción Unificada (UNITAF), formada por contingentes procedentes de 24 países liderados por los Estados Unidos, aseguraron en todos los centros importantes de socorro, y para fin de año la ayuda humanitaria se volvió a fluir. UNOSOM seguía siendo responsable de la protección de la prestación de asistencia y de los esfuerzos políticos para poner fin a la guerra. 
En una reunión convocada por el Secretario General a principios de 1993, 14 movimientos políticos somalíes acordaron un alto el fuego y se comprometieron a entregar todas las armas a la Fuerzas de Tareas Unificadas y a la ONUSOM. En marzo, las Naciones Unidas organizaron una conferencia de ayuda en la que los donantes prometieron más de $ 130 millones. 
En una conferencia de reconciliación organizada por el Secretario General y su Representante especial para Somalia, los líderes de 15 movimientos políticos aprobaron un acuerdo sobre el desarme, la reconstrucción y la formación de un Gobierno de transición.

## UNOSOM II

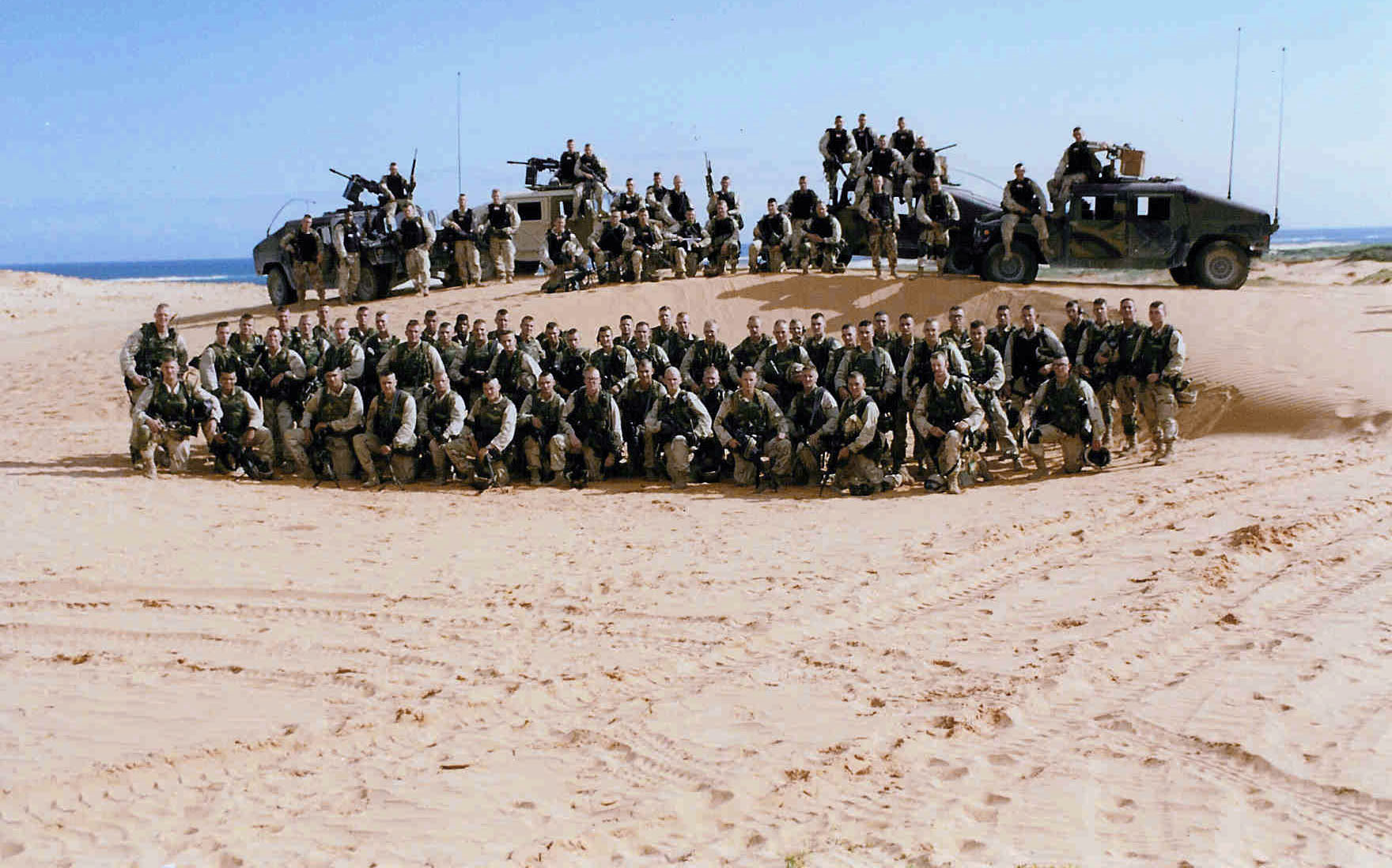
Compañía Bravo, Tercer Batallón del 75º Regimiento Ranger en Somalia, 1993.

El Consejo de Seguridad en marzo decidió en una transición de la Fuerza de Tareas Unificada una nueva operación de mantenimiento de la paz de las Naciones Unidas - UNOSOM II-, que le autorizaría a utilizar la fuerza si fuese necesario para garantizar su mandato - asegurar un medio ambiente estable para la prestación de asistencia humanitaria. UNOSOM también asumió el mandato de ayudar en la reconstrucción de la vida económica, social y política. Pero mientras patrullaban las Fuerzas de Tareas Unificadas, había menos de la mitad del país, con 37.000 soldados bien equipados, los 22.000 cascos azules de las Naciones Unidas recibieron el mandato para cubrir todas las áreas de Somalia.
Las facciones, sin embargo, no respetaron el alto el fuego. En junio de 1993, 24 soldados de la UNOSOM II de Pakistán fueron asesinados en un ataque en Mogadiscio. Posteriormente, los enfrentamientos entre la ONUSOM y milicianos somalíes en Mogadiscio causaron víctimas entre los civiles y la UNOSOM.

## Naciones participantes de la operación
UNOSOM II estaba constituida por países como Australia, Austria, Bangladés, Bélgica, Botsuana, Canadá, Checoslovaquia, Egipto, Fiyi, Finlandia, Francia, Alemania, Grecia, India, Indonesia, Irlanda, Italia, Kuwait, Jordania, Malasia, Marruecos, Nepal, Nueva Zelandia, Nigeria, Noruega, Pakistán, España, Corea del sur, Rumania, Arabia Saudita, Suecia, Túnez, Turquía, Emiratos árabes unidos, Reino Unido, Estados Unidos y Zimbabue.

### Batalla de Mogadiscio
Artículo principal: Batalla de Mogadiscio
En octubre, 18 soldados estadounidenses de la Fuerza de Reacción Rápida - desplegaron apoyo, pero no formaron parte de la UNOSOM - perdieron la vida en una operación en Mogadiscio. Los Estados Unidos inmediatamente reforzaron su presencia militar, pero luego anunciaron que se retirarían a principios de 1994. Bélgica, Francia y Suecia también decidieron retirarse.

## Últimas decisiones y acciones de la UNOSOM II en Somalia
El Secretario General en octubre celebró conversaciones en Somalia, mientras que la UNOSOM de las Naciones Unidas continuó sus esfuerzos de reconciliación y de socorro. Ancianos somalíes celebraron reuniones de reconciliación en diferentes partes del país, mientras que más de 100.000 refugiados regresaron a partes relativamente pacífica en Somalia. 

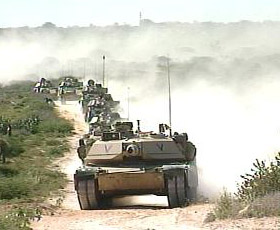
Columna armada de tanques Abrams M1A1 y M2 Bradley IFVs dirigiéndose a las afueras de la ciudad de Mogadiscio (enero de 1994).

El Consejo de Seguridad a principios de 1994 modificó el mandato de la ONUSOM II, haciendo hincapié en la asistencia para la reconciliación y la reconstrucción, y establecer una fecha límite de marzo de 1995 para la misión. 
En las conversaciones de mediación de un enviado del Secretario General, los 15 principales movimientos políticos en marzo de 1994 firmaron una declaración sobre la reconciliación: se previó un alto el fuego, el desarme de las milicias y una conferencia para nombrar un nuevo Gobierno. Sin embargo, los preparativos de la conferencia fueron repetidamente aplazados. 
El Secretario General dijo al Consejo de Seguridad en septiembre de que la capacidad de la UNOSOM II para garantizar la seguridad se había reducido por la retirada de tropas, las restricciones presupuestarias y las acciones militares de las facciones somalíes. Problemas más amplios que incluían la falta de compromiso con la paz de las facciones y la voluntad política suficiente por los Estados miembros. El Consejo aprobó la reducción de la fuerza. 
Con los líderes de las facciones que aún no cumplían con los acuerdos de 1993 y 1994, el Consejo de Seguridad prorrogó a UNOSOM por un período final. Se instó a las facciones a promulgar un alto el fuego y formar un Gobierno de unidad nacional. Como ya no se había hecho ningún progreso, la UNOSOM se retiró en marzo de 1995. 
Durante los tres años de esfuerzo (ONUSOM I y la ONUSOM II), 157 miembros del personal de mantenimiento de la paz de las Naciones Unidas habían muerto. Pero las Naciones Unidas trajeron alivio a millones de personas enfrentando el hambre, ayudando a detener las matanzas en gran escala, con la asistencia en el retorno de los refugiados y proporcionando ayuda humanitaria masiva. En condiciones difíciles, las Naciones Unidas continuaron su labor humanitaria.